# 海野隆司
海野 隆司（うみの たかし、1997年7月15日 - ）は、岡山県岡山市出身のプロ野球選手（捕手）。右投右打。福岡ソフトバンクホークス所属。

## 経歴

### プロ入り前
小学校ではソフトボールをやっていた。小学校5年から捕手になり、中学校入学後は野球に転向し硬式野球チームのヤングファイターズ岡山に所属する。高校は関西高校に進学し、2年春から正捕手になり、第96回全国高等学校野球選手権大会に出場する。チームは2回戦（初戦）で富山商相手に1対3で敗退し、自身も3打数無安打に終わる。野球部には1学年先輩に小郷裕哉がいる。
東海大学では1年の秋から試合出場し、2018年の3年春には首位打者を獲得する。そして同年6月には第42回日米大学野球選手権大会のメンバーに選出される。4年にも第43回日米大学野球選手権大会のメンバーに選出され、同大会では全5試合で先発マスクを務めるだけでなく第4戦では本塁打を放つなど活躍し、優勝に貢献した。2020年1月には日本学生野球協会から、学生野球表彰を受けた。
2019年10月17日に行われたプロ野球ドラフト会議で福岡ソフトバンクホークスより2位指名を受け、11月25日に契約金7000万円、年俸1200万円（金額は推定）で契約に合意した。背番号は62。

### ソフトバンク時代
2020年9月3日に初めての一軍昇格を迎え、9月18日の対東北楽天ゴールデンイーグルス戦で一軍公式戦初出場を果たす。
9月28日に一旦ファームに降格するが、10月13日に左膝の状態が悪い髙谷裕亮と入れ替わりで、再度一軍昇格し、11月1日の対埼玉西武ライオンズ戦で初めてスタメンで出場した。読売ジャイアンツとの日本シリーズでは、出場機会は無かったがベンチ入りした。
2021年最終戦となった10月25日の対千葉ロッテマリーンズ戦で田中靖洋から二塁打を放ち、初安打を記録した。正捕手の甲斐拓也が143試合にフル出場したこともあり、11試合の出場に留まった。
2022年、開幕一軍メンバー入りするが出場機会を得られず、5月23日に登録抹消された。6月7日に一軍再昇格し、7月3日の埼玉戦では、新型コロナウィルス陽性で離脱中の甲斐に代わり先発出場し、石川柊太の完封をアシストした。8月26日の対北海道日本ハムファイターズ戦では北山亘基からプロ初本塁打を記録した。一軍公式戦には2番手捕手として自己最多の47試合に出場し、打率.167、1本塁打、4打点の成績を残した。
2023年も、開幕一軍入りするが出場機会が得られず、5月3日に登録抹消された。その後7月22日に再び一軍昇格を果たすが、8月3日に登録抹消され一軍出場はわずか8試合の2打席のみで無安打でシーズンを終えた。
2024年は、3月31日のオリックス・バファローズとの開幕3戦目でスチュワート・ジュニアとバッテリーを組み2年ぶりにスタメンマスクを任されて以降、起用が増える。4月4日のロッテ戦でプロ初先発を務めた大津亮介とバッテリーを組み、大津はこの試合で先発初勝利を挙げた。5月19日の西武戦では、2年ぶりにバッテリーを組んだ同学年の大関友久が8回4安打1失点の好投でチームにサヨナラ勝ちを呼び込み、そこからシーズンを通して大関ともバッテリーを組み続ける。最終的に正捕手の甲斐に次ぐ自己最多の51試合の出場を果たし、控え捕手としてリーグ優勝に貢献した。横浜DeNAベイスターズとの日本シリーズでは、大関が先発登板した10月31日の第5戦で先発出場した。

## 選手としての特徴
二塁送球タイムは1.7秒を記録する強肩であり、甲斐拓也と遜色ないと評される。打撃が課題であったが、3年春に首位打者を獲得し、4年秋のリーグ戦では大学野球で初めて本塁打を放つなど打撃面も向上している。

## 詳細情報

### 年度別打撃成績
| 年 度     | 球 団        | 試 合 | 打 席 | 打 数 | 得 点 | 安 打 | 二 塁 打 | 三 塁 打 | 本 塁 打 | 塁 打 | 打 点 | 盗 塁 | 盗 塁 死 | 犠 打 | 犠 飛 | 四 球 | 敬 遠 | 死 球 | 三 振 | 併 殺 打 | 打 率 | 出 塁 率 | 長 打 率 | O P S |
| --------- | ------------ | ----- | ----- | ----- | ----- | ----- | -------- | -------- | -------- | ----- | ----- | ----- | -------- | ----- | ----- | ----- | ----- | ----- | ----- | -------- | ----- | -------- | -------- | ----- |
| 2020      | ソフトバンク | 5     | 4     | 4     | 0     | 0     | 0        | 0        | 0        | 0     | 0     | 0     | 0        | 0     | 0     | 0     | 0     | 0     | 2     | 0        | .000  | .000     | .000     | .000  |
| 2021      | ソフトバンク | 11    | 5     | 4     | 1     | 1     | 1        | 0        | 0        | 2     | 2     | 0     | 0        | 0     | 1     | 0     | 0     | 0     | 1     | 0        | .250  | .200     | .500     | .700  |
| 2022      | ソフトバンク | 47    | 42    | 42    | 3     | 7     | 2        | 0        | 1        | 12    | 4     | 0     | 0        | 0     | 0     | 0     | 0     | 0     | 11    | 0        | .167  | .167     | .286     | .452  |
| 2023      | ソフトバンク | 8     | 2     | 1     | 0     | 0     | 0        | 0        | 0        | 0     | 0     | 0     | 0        | 1     | 0     | 0     | 0     | 0     | 0     | 1        | .000  | .000     | .000     | .000  |
| 2024      | ソフトバンク | 51    | 120   | 104   | 10    | 18    | 5        | 0        | 2        | 29    | 10    | 0     | 0        | 9     | 0     | 6     | 0     | 1     | 30    | 3        | .173  | .225     | .279     | .504  |
| 通算：5年 | 通算：5年    | 122   | 173   | 155   | 14    | 26    | 8        | 0        | 3        | 43    | 16    | 0     | 0        | 10    | 1     | 6     | 0     | 1     | 44    | 4        | .168  | .203     | .277     | .480  |

- 2024年度シーズン終了時

### 年度別守備成績
| 年 度 | 球 団        | 捕手  | 捕手  | 捕手  | 捕手  | 捕手  | 捕手     | 捕手  | 捕手     | 捕手     | 捕手     | 捕手     |
| 年 度 | 球 団        | 試 合 | 刺 殺 | 補 殺 | 失 策 | 併 殺 | 守 備 率 | 捕 逸 | 企 図 数 | 許 盗 塁 | 盗 塁 刺 | 阻 止 率 |
| ----- | ------------ | ----- | ----- | ----- | ----- | ----- | -------- | ----- | -------- | -------- | -------- | -------- |
| 2020  | ソフトバンク | 5     | 10    | 0     | 0     | 0     | 1.000    | 0     | 1        | 1        | 0        | .000     |
| 2021  | ソフトバンク | 11    | 23    | 2     | 0     | 1     | 1.000    | 1     | 2        | 1        | 1        | .500     |
| 2022  | ソフトバンク | 45    | 146   | 20    | 0     | 1     | 1.000    | 2     | 18       | 12       | 6        | .333     |
| 2023  | ソフトバンク | 8     | 15    | 3     | 0     | 0     | 1.000    | 1     | 2        | 2        | 0        | .000     |
| 2024  | ソフトバンク | 51    | 279   | 19    | 1     | 2     | .997     | 2     | 19       | 13       | 6        | .316     |
| 通算  | 通算         | 120   | 473   | 44    | 1     | 4     | .998     | 6     | 42       | 29       | 13       | .310     |

- 2024年度シーズン終了時[注 1]

### 記録
初記録
- 初出場：2020年9月18日、対東北楽天ゴールデンイーグルス16回戦（福岡PayPayドーム）、9回表に甲斐拓也に代わり捕手で出場
- 初打席：2020年10月20日、対北海道日本ハムファイターズ22回戦（札幌ドーム）、9回表に甲斐拓也の代打で出場、加藤貴之から空振り三振
- 初先発出場：2020年11月1日、対埼玉西武ライオンズ23回戦（メットライフドーム）、「9番・捕手」で先発出場
- 初打点：2021年4月25日、対千葉ロッテマリーンズ6回戦（ZOZOマリンスタジアム）、8回表に田中靖洋から中犠飛
- 初安打：2021年10月25日、対千葉ロッテマリーンズ25回戦（ZOZOマリンスタジアム）、8回表に田中靖洋から左適時二塁打
- 初本塁打：2022年8月26日、対北海道日本ハムファイターズ22回戦（札幌ドーム）、9回表に甲斐拓也の代打で出場、北山亘基から左越ソロ

### 背番号
- 62（2020年[11] - ）

### 登場曲
- 「THANX」WANIMA（2020年）
- 「I CAN'T STOP ME」TWICE（2021年）
- 「YES or YES」TWICE（2021年）
- 「ピーターパン」優里（2022年 - ）
- 「ベテルギウス」優里（2022年 - ）
- 「笑えれば」ウルフルズ（2022年 - ）

### 代表歴
- 2018年 第42回 日米大学野球選手権大会 日本代表[32]
- 2018年 第29回 ハーレムベースボールウィーク 日本代表[33]
- 2019年 第43回 日米大学野球選手権大会 日本代表[34]